# St. Martin (Mallertshofen)

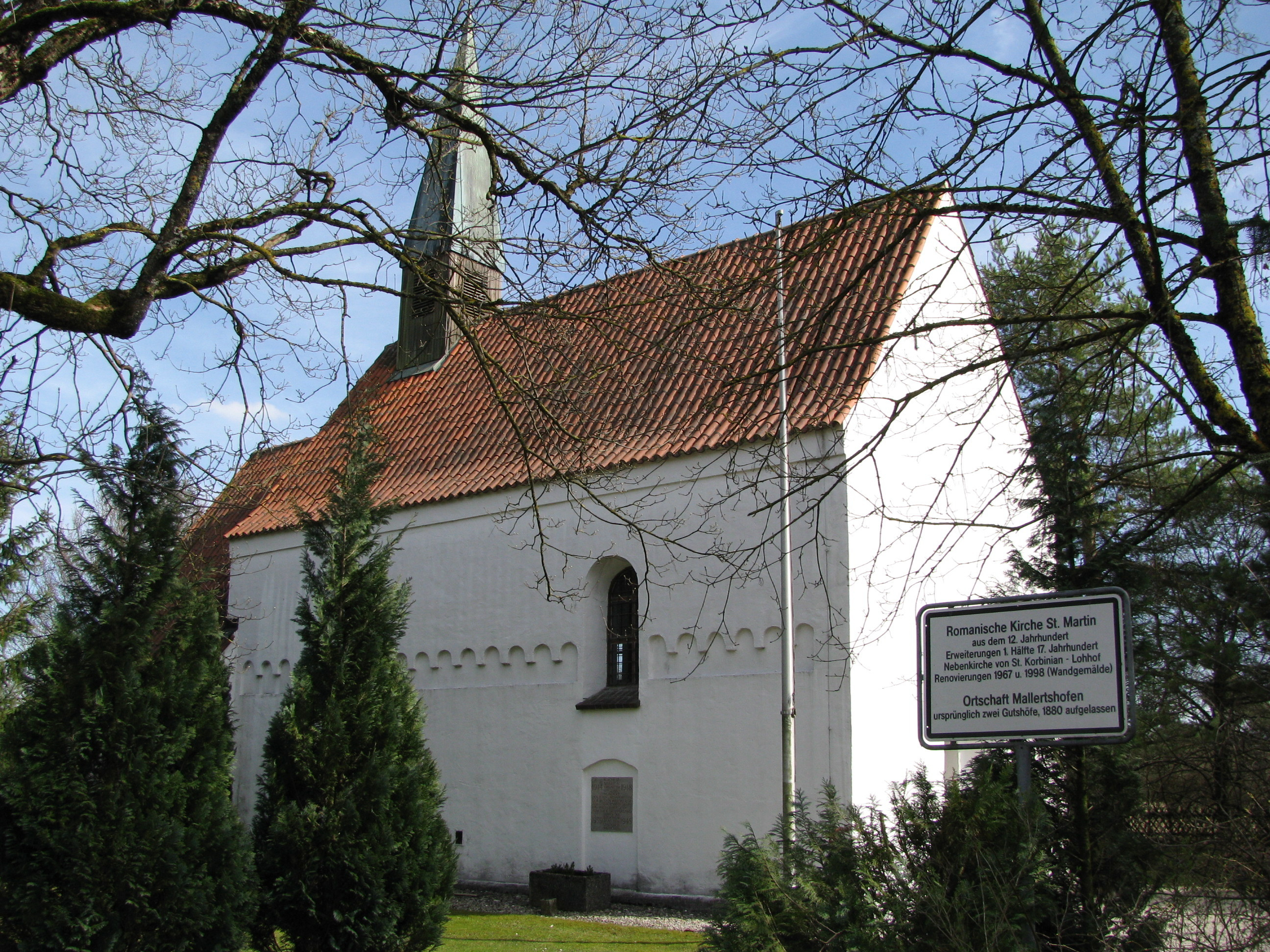
Filialkirche Sankt Martin

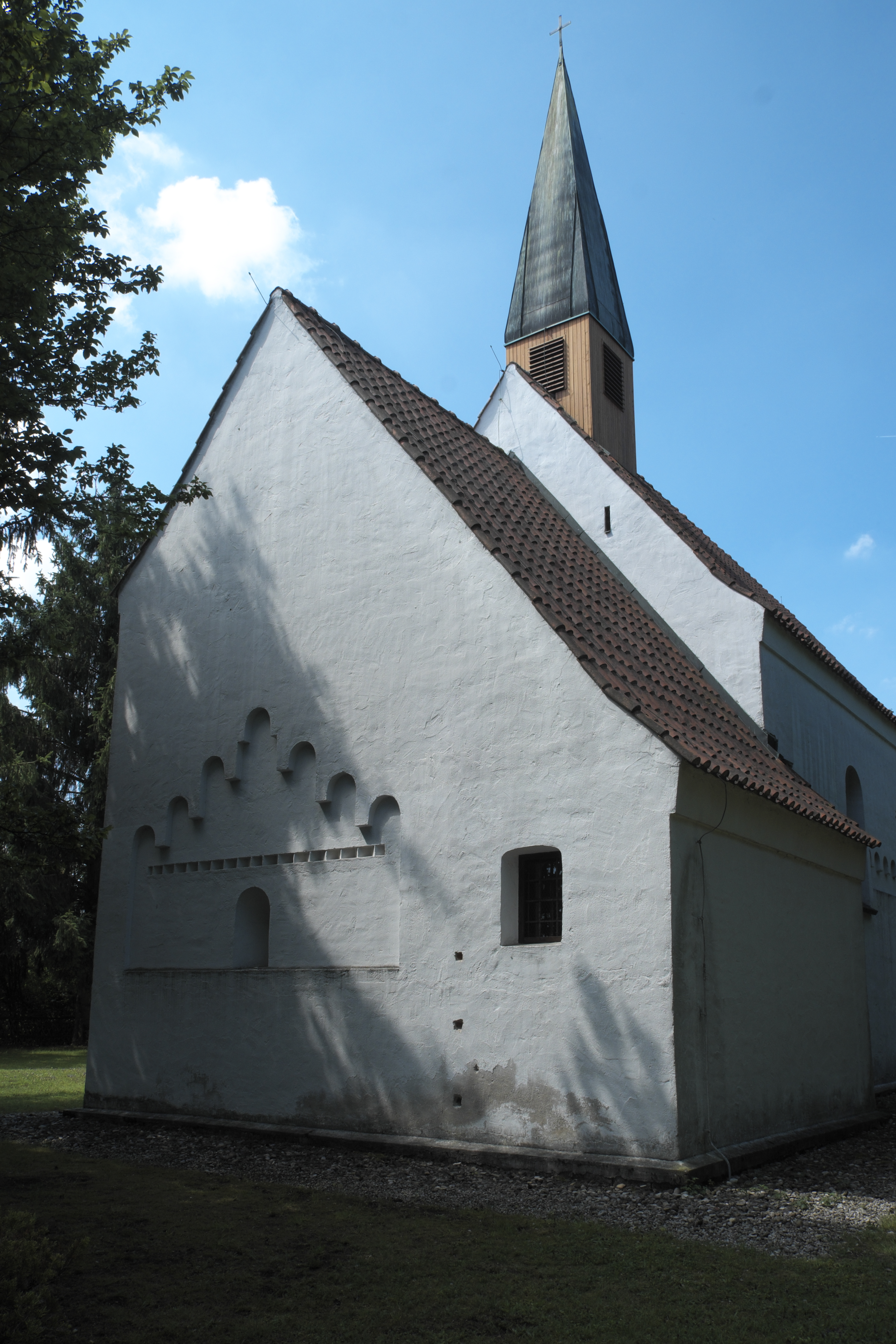
Ansicht von Norden

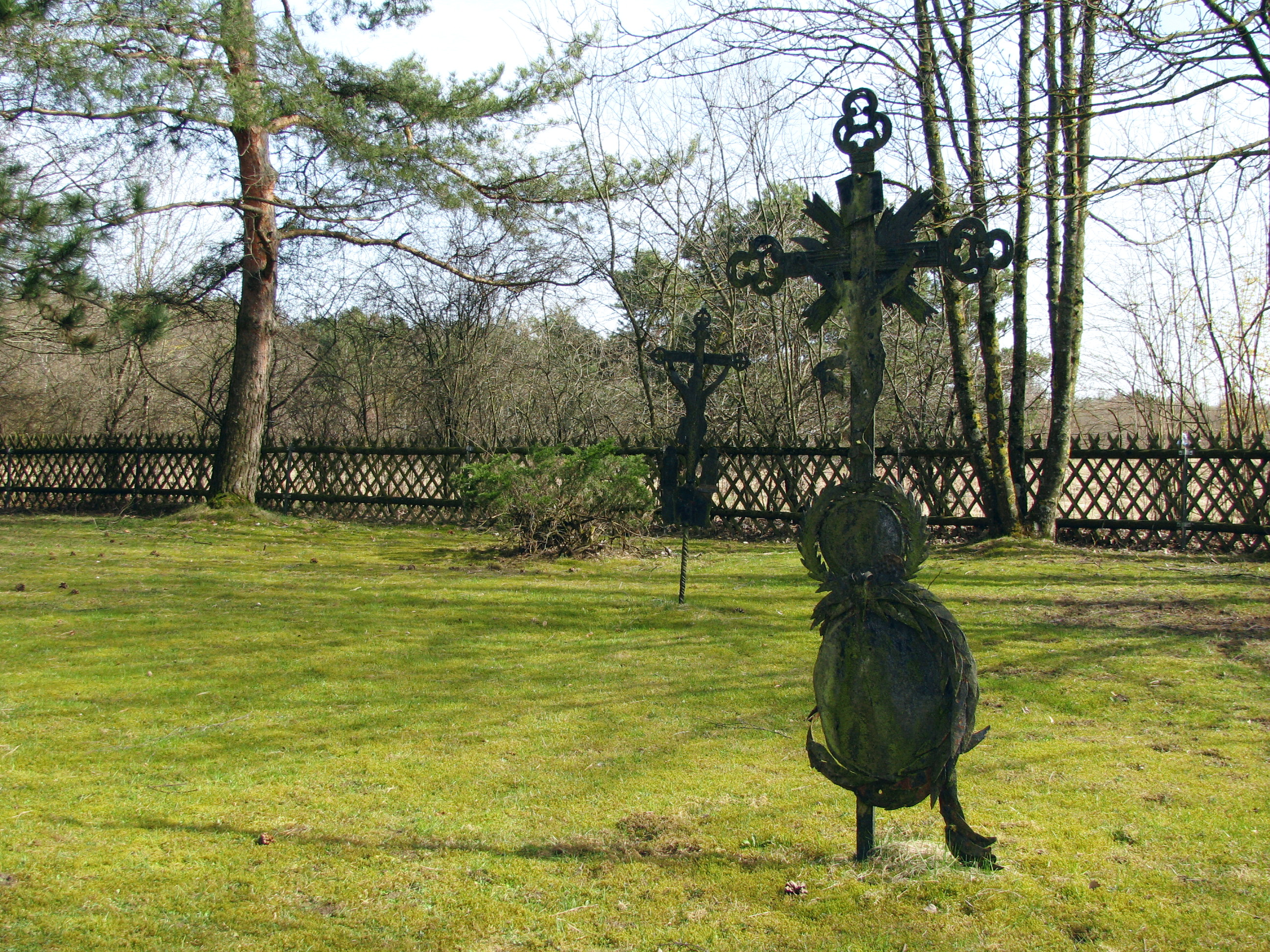
Schmiedeeiserne Grabkreuze

Die römisch-katholische Nebenkirche St. Martin in Mallertshofen, einer Wüstung auf dem Gebiet der Gemeinde Oberschleißheim im oberbayerischen Landkreis München, ist ein spätromanischer Saalbau aus der ersten Hälfte des 13. Jahrhunderts. Die einsam im Naturschutzgebiet Mallertshofer Holz mit Heiden gelegene, dem heiligen Martin von Tours geweihte Kirche ist eine Nebenkirche der Pfarrei St. Korbinian in Lohhof und wird als Kriegergedächtnisstätte genutzt. Sie ist von einem ehemaligen Friedhof umgeben, auf dem noch einige schmiedeeiserne Grabkreuze aus dem 19. Jahrhundert erhalten sind. Die Martinskirche gehört zu den geschützten Baudenkmälern in Bayern.

## Geschichte
Mallertshofen wurde im Jahr 1060 erstmals als Schwaige urkundlich erwähnt. In den Freisinger Traditionen wird der Ort als Besitz der Benediktinerabtei Weihenstephan genannt. Im Jahr 1190 bestand bereits eine eigenständige Pfarrei und für das Jahr 1315 sind mehrere Filialkirchen wie in Garching, Freimann und Unterschleißheim bezeugt. Ab 1628 war der Ort im Besitz des Kurfürsten Maximilian I. Um 1630 wurde die Kirche umgestaltet, die Mauern erhöht und neue Gewölbe eingezogen. Im Norden wurde an den Chor die Sakristei angebaut. Nach dem Dreißigjährigen Krieg erfolgte die Abwanderung der Bevölkerung. Im 17. Jahrhundert waren nur noch zwei Höfe erhalten, die 1879/80 abgebrochen wurden.

## Architektur
Die Martinskirche ist ein verputzter, aus Tuffquadern und Ziegeln errichteter Bau, dessen Außenmauern an der Nord- und Ostseite durch Blendfelder mit Bogenfriesen und Zahnschnitt verziert sind. Das mit einem Satteldach gedeckte Schiff wird durch einen hölzernen Dachreiter mit Spitzhelm bekrönt. Der Innenraum besteht aus einem einschiffigen Langhaus und einem eingezogenen, rechteckig geschlossenen Chor. Chor und Langhaus werden von Kreuzgratgewölben überspannt.

## Ausstattung
Vom ehemaligen Hochaltar aus dem frühen 16. Jahrhundert sind die Figuren der Mutter Gottes, des heiligen Martin und des heiligen Willibrord erhalten sowie ein Altarflügel, auf dessen Vorderseite der heilige Wolfgang und auf der Rückseite der heilige Nikolaus dargestellt sind. Sie befinden sich heute in der Pfarrkirche St. Korbinian in Lohhof. Die beiden Wandgemälde mit Darstellungen der Mutter Gottes und des heiligen Martin stammen aus dem Jahr 1998.